# Apur Sansar
Apur Sansar (bengalí: অপুর সংসার Opur Shôngshar, español: El mundo de Apu) es la película tercera y final de la famosa Trilogía de Apu de Satyajit Ray, la cual tiene que ver con un niño que se llamaba Apu en Bengala de la parte anterior del siglo XX. Estrenado en 1959, Apur Sansar tiene como foco la vida adulta de Apu y también introduce los actores Soumitra Chatterjee y Sharmila Tagore, que seguirían apareciendo en varias películas subsiguientes de Ray. Esta película es basada con la novela Aparajita de Bibhutibhushan Bandopadhyay.

## Trama
Una gran parte de la historia tiene lugar en Calcuta (actualmente Kolkata). Apu (Soumitra Chatterjee) es un estudiante de posgrado desempleado que vive en una cámara alquilada en Calcuta. Trabaja en una novela basada con su vida y espera publicarla algún día. Por suerte, un día encuentra a su viejo amigo Pulu, quien le convence a acompañarle a su pueblo para asistir a la boda de una prima que se llama Aparna (Sharmila Tagore a la edad de 14 años).
El día de la boda, resulta que el novio es un minusválido mental. La madre de la novia anula la boda, a pesar de las protestas del padre: él y los otros pueblerinos creen que hay que casarle a la joven novia a la hora propicia señalada antes. Si no, tiene que quedar soltera toda la vida. Cuando unos pueblerinos le piden que se case con ella, Apu lo rechaza al inicio. Finalmente, decide seguir los consejos de Pulu y socorrerle a la novia consintiendo en casarse con ella.
Regresa con Aparna a su apartamento en Calcuta después de la boda. Acepta un empleo de oficina y llegan a amarse. Sin embargo, los días felices de la joven pareja se acaban cuando Aparna fallece dando a luz a su hijo, Kaajal. Apu está abatido con la pesadumbre y cree que el niño es culpable de la muerte de su esposa.
Evita sus responsabilidades mundanas y se hace un solitario, dejando al niño vivir con sus abuelos maternos. Pulu encuentra a Kaajal que crece libre y sin cariño y le aconseja a Apu una vez más. Por fin, Apu decide regresar a la realidad y se reúne con su hijo. Regresan juntos a Calcuta para volver a empezar la vida.

## Premios
- Medalla nacional de película para mejor película, India, 1960